# Vidarbha
Vidarbha és una regió històrica del centre de l'Índia, actualment part de l'estat de Maharashtra. Vidarbha té el seu propi equip de criquet.
Vidarbha es troba a la part oriental de Maharashtra. Limita amb Madhya Pradesh al nord, Chhattisgarh a l'est i Andhra Pradesh al sud. Té 97.400 km² i 11 districtes: Amravati, Akola, Bhandara, Buldana, Chandrapur, Gadchiroli, Gondia, Nagpur, Wardha, Washim i Yavatmal. La ciutat principal és Nagpur. Les principals llengües que es parlen són el marathi, l'hindi, el komti, el gondi i el telugu.

## Història recent
La zona fou una plaça forta del partit del Congrés, i va votar per Indira Gandhi fins i tot el 1977 quan el partit va patir la reculada més forta. Però a partir del 1985 va guanyar influència el Bharatiya Janata Party i el Shiv Sena.
A Vidarbha hi ha un moviment polític per la formació d'un nou estat de la unió. El 2000 onze diputats electes de la regió, 8 del Congrés i 3 del Partit Republicà, van reiterar al president Narayanan la demanda d'un estat separat. Diversos exministres i destacades personalitats recolzaren la petició. El govern del Bharatiya Janata recolzava llavors la creació d'estats separats a Uttaranchal (Uttarakhand), Vananchal (Jharkhand), Vindhya Pradesh i Chhattisgarh, però no a Vidharba. L'estat de Vidharba ja es devia haver creat fa anys quan es va produir la reorganització dels Estats sobre bases lingüístiques però per raons polítiques va acabar incorporat a Maharashtra. El primer ministre Manohar Joshi no era partidari del desmembrament de Maharashtra i la qüestió no es va poder plantejar fins que va perdre el poder el 1999. L'home fort de Maharashtra, Vilasrao Dadoji Deshmukh, primer ministre de l'estat des del 1999 (amb un breu parèntesi del 2003 al 2004), recolzà la creació de Vidharba per respecte als sentiments populars, així com ho va fer amb Chhattisgarh, Vananchal (es va crear el Jharkhand) i Uttarakhand.